# Agnicourt-et-Séchelles
Agnicourt-et-Séchelles is een gemeente in het Franse departement Aisne, regio Hauts-de-France (tot 2016 regio Picardië) en telt 193 inwoners (2005). De plaats maakt deel uit van het arrondissement Laon.
De kerk in deze plaats, de Chapelle Saint-Agapit, is een vestingkerk. De toren is bedekt met natuursteen (geen leisteen).

## Geografie
De oppervlakte van Agnicourt-et-Séchelles bedraagt 11,0 km², de bevolkingsdichtheid is 17,5 inwoners per km².
De onderstaande kaart toont de ligging van Agnicourt-et-Séchelles met de belangrijkste infrastructuur en aangrenzende gemeenten.

## Demografie
Onderstaande figuur toont het verloop van het inwonertal (bron: INSEE-tellingen).
Vanwege een beveiligingsprobleem met de MediaWiki Graph-software is het momenteel niet mogelijk deze grafiek weer te geven. Zodra de software is bijgewerkt zal de grafiek vanzelf weer zichtbaar worden.
1. ↑  Populations de référence 2022.